# Sonia Grabowska
Sonia Grabowska (ur. 15 grudnia 1988) – polska lekkotletka, tyczkarka.

## Życiorys
Reprezentuje barwy KS Orła Warszawa podopieczna trenera Andrzeja Gawendy, jednak rzadko występuje w Polsce (zdobywała jednak złote medale mistrzostw polski juniorów). Studentka Utah State University, i to właśnie w Stanach Zjednoczonych najczęściej startuje. 
W maju 2009 została, jako jedna z dziewięciu zawodniczek nominowana w plebiscycie na lekkoatletkę kwietnia w Europie, w którym zajęła ostatecznie 3. miejsce, wygrywając głosowanie internautów. 16. lokata w eliminacjach nie dała jej awansu do finału podczas młodzieżowych mistrzostw Europy (2009).

## Rekordy życiowe
- Skok o tyczce – 4,21 (Los Angeles, 2009)
- skok o tyczce (hala) – 4,25 (Nampa, 2011)